# Zona metropolitana de Chilpancingo
La zona metropolitana de Chilpancingo es la conurbación de los municipios de Eduardo Neri y Chilpancingo de los Bravo, en el Estado de Guerrero.
Contiene dentro de la misma a la capital del estado, Chilpancingo de los Bravo, y la ciudad de Zumpango del Río. Fue concebida como Zona Metropolitana en 2020 por el entonces gobernador del Estado, Lic. Héctor Astudillo Flores, y el presidente municipal de Chilpancingo de los Bravo, Lic. Antonio Gaspar Beltrán. Está dentro de la región Centro del estado. A pesar de la cercanía, no se incluyeron los municipios de Mochitlán, Leonardo Bravo, Tixtla de Guerrero ni Juan R. Escudero. Esta zona metropolitana  es la segunda más poblada de Guerrero, así como una de las mayores productoras de recursos en la entidad.

## Historia
La delimitación de esta zona metropolitana tiene origen en 2020, teniendo como motivo el crecimiento de la mancha urbana de ambas ciudades, el cual las lleva a estar a tan sólo 4.5 kilómetros entre sí en sus puntos más cercanos. Esto gracias al crecimiento desmedido y no regulado que ha puesto en peligro a miles de personas que viven a orillas del Río Huacapa y además amenaza la biodiversidad de esta zona.
En 1993, un plan de desarrollo urbano fue aplicado en esta zona para la capital, pero sin tener en cuenta el desarrollo de infraestructura de su vecino municipio.

## Geografía y demografía
Entre ambos municipios suman una superficie total de 3,628 km². Colinda al norte con los municipios de Iguala de la Independencia, Cocula, Cuetzala del Progreso, y Mártir de Cuilapan. Al sur con  Acapulco de Juárez, Coyuca de Benítez y Juan R. Escudero. Al este con Tixtla de Guerrero, Mochitlán, y al oeste con Leonardo Bravo y General Heliodoro Castillo.
El área y población se distribuyen de esta manera:
| Municipio                 | Superficie | Población |
| ------------------------- | ---------- | --------- |
| Chilpancingo de los Bravo | 2,338 km²  | 283,354   |
| Eduardo Neri              | 1,290 km²  | 53,126    |

### Clima
El clima predominante es el cálido subhúmedo, aunque también se pueden encontrar climas como subcálido subhúmedo, templado subhúmedo y cálido seco.

### Hidrografía
La zona cuenta con varios cuerpos de agua, desde los ríos Balsas y Papagayo, hasta otros más pequeños como el icónico Río Huacapa.